# Solanum cordatum
Solanum cordatum är en potatisväxtart som beskrevs av Peter Forsskål. Solanum cordatum ingår i släktet skattor som ingår i familjen potatisväxter. Inga underarter finns listade i Catalogue of Life.